# Тред'є стампе
Тред'є стампе (норв. 3. Stampe (Tredje stampe)) — озеро в рекреаційній зоні Банехея, що знаходиться на північному заході міста і комуни Крістіансанн в фюльке Агдер, Норвегія.